# Dryopsophus nannotis
Espèce
Synonymes
- Hyla nannotis Andersson, 1916
- Litoria nannotis (Andersson, 1916)

Statut de conservation UICN

 EN A2ae : En danger
Dryopsophus nannotis est une espèce d'amphibiens de la famille des Pelodryadidae.

## Répartition
Cette espèce est endémique du Queensland en Australie. Elle se rencontre de Paluma à Cooktown dans la région biogéographique des Tropiques humides du Queensland entre 180 et 1 300 m d'altitude, ce qui représente 9 000 km2.

## Description

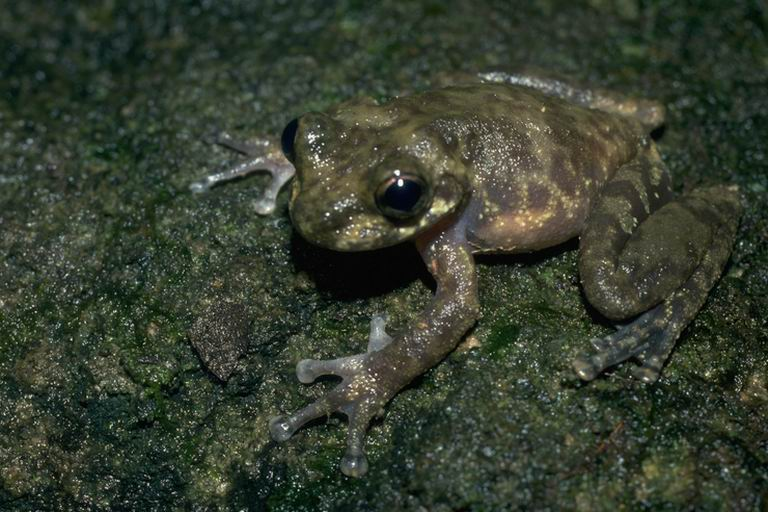
Litoria nannotis

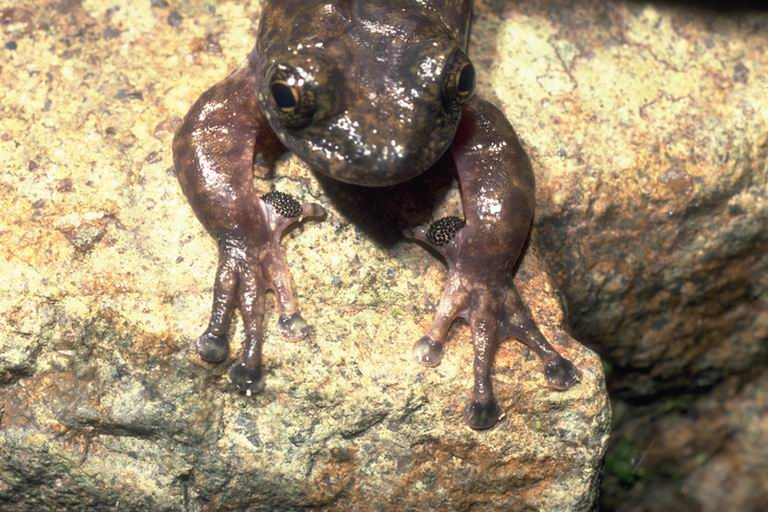
Litoria nannotis

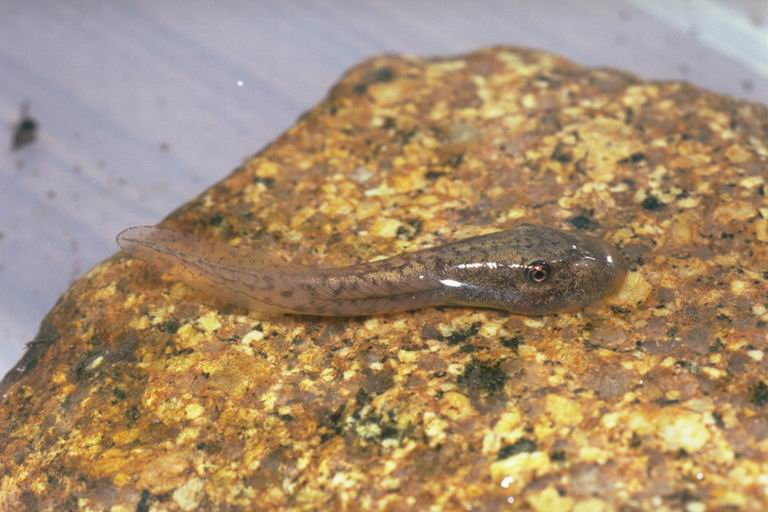
Têtard de Litoria nannotis

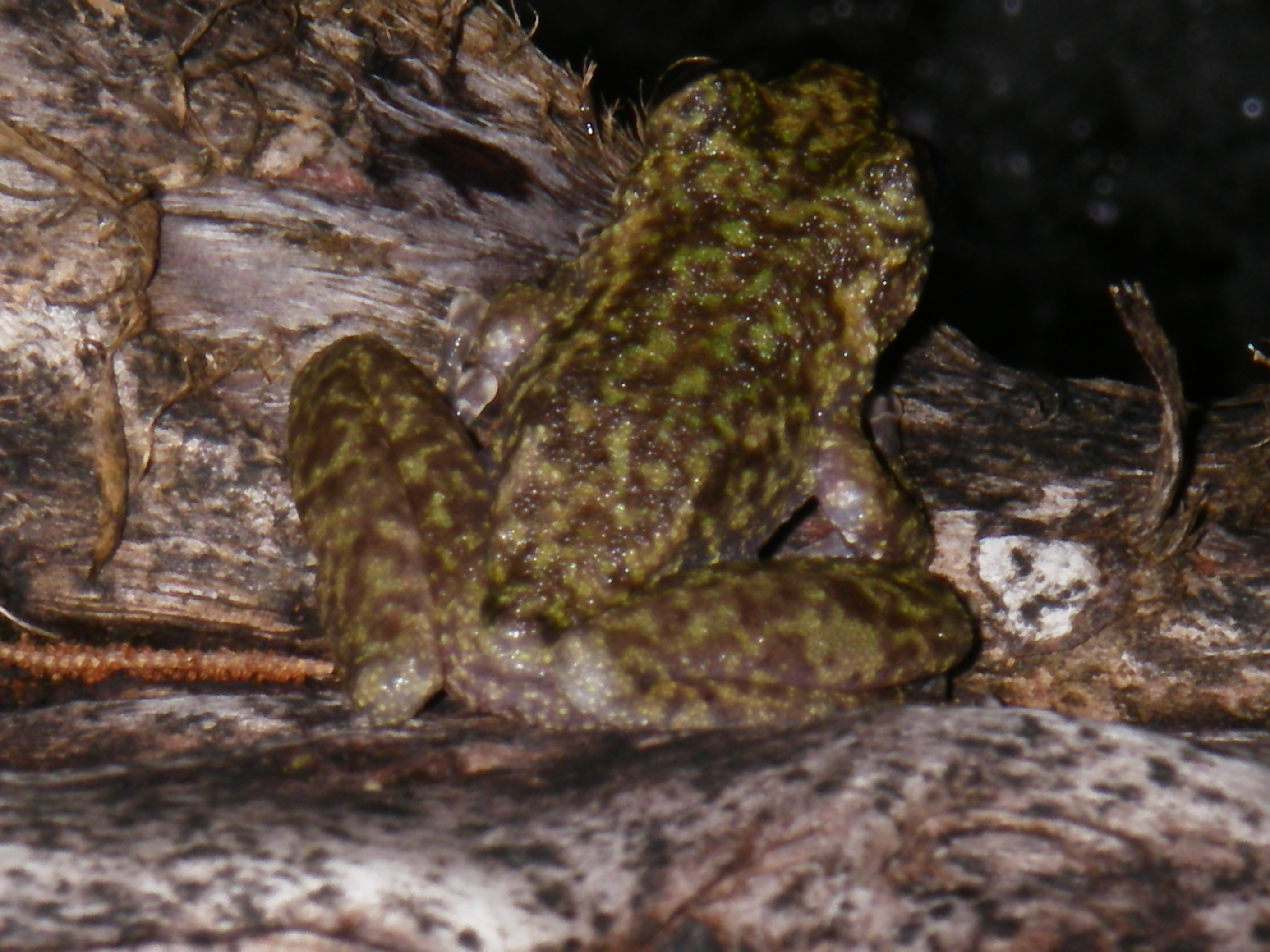
Litoria nannotis

Le mâle holotype mesure 45 mm.
Les mâles mesurent de 40 à 48 mm et les femelles de 49 à 65 mm.

## Publication originale
- Andersson, 1916 : Results of Dr. E. Mjöbergs Swedish scientific expeditions to Australia 1910-1913. 9. Batrachians from Queensland. Kongliga Svenska Vetenskaps-Akademiens Handlingar, vol. 52, p. 1-20 (texte intégral).